# Zaostro
Zaostro (cyr. Заостро) – wieś w Serbii, w okręgu zlatiborskim, w gminie Priboj. W 2011 roku liczyła 42 mieszkańców.